# NGC 4078
NGC 4078 (NGC 4107) é uma galáxia lenticular (S0) localizada na direcção da constelação de Virgo. Possui uma declinação de +10° 35' 45" e uma ascensão recta de 12 horas, 04 minutos e 47,7 segundos.
A galáxia NGC 4078 foi descoberta em 17 de Abril de 1863 por Heinrich Louis d'Arrest.